# Giovanni Francesco di Sales
Giovanni Francesco di Sales (castello di Thorens, 1578 – Annecy, 8 giugno 1635) è stato un vescovo cattolico francese.

## Biografia
Era figlio di François, barone di Thorens, e di sua moglie Françoise de Sionnas: era fratello minore di san Francesco. Abbracciò lo stato ecclesiastico ricevendo la tonsura a Thonon nel 1598: fu ordinato suddiacono nel 1600, diacono nel 1601 e, nel 1603, prete. Conseguì la laurea in diritto canonico.
Fu nominato canonico (ebbe la dignità di cantore) del capitolo cattedrale di Ginevra e parroco a Le Petit-Bornand: nel 1615 fu nominato vicario generale della diocesi di Ginevra.
Nel 1619 fu nominato cappellano della duchessa Cristina, moglie di Vittorio Amedeo I di Savoia, in sostituzione del fratello Francesco.
Il 12 ottobre 1620 fu eletto vescovo di Calcedonia in partibus e coadiutore, con diritto di successione, di Ginevra. Fu vescovo alla morte del fratello, deceduto il 28 dicembre 1622.
Fu cavaliere dell'Ordine Supremo della Santissima Annunziata e nel 1633 ne fu nominato cancelliere.

## Genealogia episcopale
La genealogia episcopale è:
- Arcivescovo Filiberto Milliet
- Vescovo Giovanni Francesco di Sales